# Hal Patterson
(en) Statistiques sur statscrew
Hal Patterson (1932-2011)  est un joueur de football canadien qui a porté les couleurs des Alouettes de Montréal de 1954 à 1960 et des Tiger-Cats de Hamilton de 1961 à 1967, dans la Ligue canadienne de football. Il est considéré comme un des meilleurs receveurs de passes de l'histoire de la LCF. Il est membre du Temple de la renommée du football canadien depuis 1971.

## Carrière
Né à Rozel au Kansas, Hal Patterson a étudié à l'université du Kansas et s'est aligné avec les Jayhawks dans trois sports différents, soit le baseball, le basketball, où il fut une vedette, participant à la finale nationale de 1953, et le football américain. Les Eagles de Philadelphie le repêchent en 1954 mais il préfère aller jouer au Canada, là où le jeu plus ouvert convenait mieux à son style. À Montréal, il rejoint le quart-arrière Sam Etcheverry et les deux formeront un redoutable duo passeur-receveur. Patterson obtient de nombreux records durant ses six années à Montréal. En 1956, il gagne 338 verges (yards en Europe) au cours d'un match, record qui tient toujours en 2024. Cette même année, il capte 88 passes et amasse 1914 verges, des records qui tiendront 11 et 17 ans respectivement. Il participe au match de la coupe Grey trois années de suite, de 1954 à 1956, sans la gagner une fois. À une époque où les joueurs évoluaient autant à l'offensive qu'à la défensive, Patterson était également un redouté demi défensif.
À la fin de la saison 1960, il est échangé aux Tiger-Cats de Hamilton où il continue sa brillante carrière. Son équipe participe à la finale de la coupe Grey six fois sur les sept saisons où il est avec l'équipe, l'emportant à trois reprises (1963, 1965 et 1967).
À sa retraite du football en 1968, il retourne vivre au Kansas où il est partenaire avec ses frères d'une entreprise de construction. En mauvaise santé depuis quelques années, il meurt en novembre 2011.

## Records
- Plus grand nombre de verges de gains sur réceptions en un match (338 le 29 septembre 1956)[6]. Il s'agit également du record pour les verges de gains depuis la ligne de mêlée (en)[7].
- Plus grand nombre de matchs en carrière avec plus de 100 verges de gains sur réceptions (34), record partagé avec Don Narcisse (en)[6].
- Plus grand nombre de verges de gains sur réceptions en une saison (1 914 en 1956), record détenu jusqu'en 1983[6].
- Meilleure moyenne de verges de gains sur réceptions par match en une saison (147,2 en 1956)[6].
- Meilleure moyenne de verges de gains depuis la ligne de mêlée (en) par match en une saison (156,8 en 1956)[7].
- Plus longue passe complétée de l'histoire de la LCF (109 verges, de Sam Etcheverry à Patterson, le 22 septembre 1956), record partagé avec Terry Evanshen et Albert Jackson[8].

## Trophées et honneurs
- Intronisé au Temple de la renommée du football canadien : 1971
- Classé au 13e rang dans la liste des 50 meilleurs joueurs de l'histoire de la Ligue canadienne de football (en) dressée en 2006 par un panel d'experts[9].
- Trophée Schenley (joueur le plus utile au Canada) : 1956
- Trophée Jeff-Russel (habileté, courage et esprit sportif du Big Four ou division Est) : 1956
- Équipe d'étoiles de l'Est comme demi défensif : 1954, 1955, 1956, 1957, 1958
- Équipe d'étoiles de la LCF comme ailier rapproché (offensive end) : 1962, 1963, 1964
- Équipe d'étoiles de l'Est comme ailier espacé (offensive end) : 1956, 1957, 1960, 1962, 1963, 1964, 1965
- Son numéro 75 a été retiré par les Alouettes en 2008